# Royal Aircraft Factory H.R.E.2
El Royal Aircraft Factory H.R.E.2 fue pensado como un avión de flotadores de reconocimiento naval. El único ejemplar construido prestaba servicio con el Real Servicio Aéreo Naval al comienzo de la Primera Guerra Mundial.

## Diseño y desarrollo
El H.R.E.2 fue el segundo avión diseñado por la Royal Aircraft Factory bajo su designación Reconnaissance Experimental (reconocimiento experimental). El equipo fue liderado por el ingeniero jefe Fred Green, pero los detalles fueron realizados por John Kenworthy, que había diseñado los derivados del B.E.3. La H provenía de hidroplano (hidroavión o avión de flotadores), para la especificación originada por el Departamento Aéreo del Almirantazgo para el Ala Naval del RFC. Era un biplano de dos vanos con alas decaladas de envergadura similar y cuerda igual y constante. El control lateral se conseguía por deformación alar. El fuselaje tenía lados planos con una alta y redondeada cubierta similar a la del anterior R.E.1, aunque la cabina delantera era mucho más larga y con lados más abiertos en este último avión. El piloto se sentaba atrás, justo por detrás del borde de fuga del ala; no había recorte para mejorar la visibilidad. Los elevadores y el plano de cola eran superficies monopieza.
Aunque fue ideado como avión de flotadores propulsado por un motor Renault de 12 cilindros de 75 kW (100 hp), voló inicialmente como avión terrestre, con el más pequeño Renault V-8 refrigerado por aire de 70 hp, igual al usado en el R.E.1. En esta configuración, el timón estaba montado por encima y separado del plano de cola, dejando espacio para los elevadores monopieza y teniendo la misma forma, aproximadamente un óvalo aplanado con su eje mayor paralelo al fuselaje, a la del B.E.3. La versión terrestre fue referenciada a menudo como R.E.2.
Los flotadores del H.R.E.2 fueron instalados al mismo tiempo que el motor más potente. Eran típicos de la época: un par de flotadores principales cortos fueron montados en el fuselaje mediante dos pares de soportes, los de la parte delantera inclinados hacia atrás casi hasta el mamparo del motor, y el par trasero discurriendo verticalmente hasta el punto donde el larguero delantero del ala se unía al fuselaje. El avión descansaba sobre su cola en el agua, estando apoyada la parte trasera sobre un pequeño tercer flotador doble. Fue equipado con una aleta triangular y con un nuevo timón con forma de lágrima montado en ella, recortado en la parte inferior. La bisagra del elevador estaba cerca del borde de fuga del timón, dando al elevador espacio para moverse. El diseño de aleta y timón fue esencialmente repetido en el posterior R.E.3. El avión resultó seriamente dañado en un intento de despegue desde Frensham Pond y luego fue reconstruido como avión terrestre de nuevo, equipado con alerones en lugar de la deformación alar. Mantuvo la aleta y timón revisados y tenía un tren de aterrizaje de dos ruedas de eje simple, montado sobre dos piezas longitudinales que se proyectaban hacia delante para formar unos patines antivuelco de estilo “palos de hockey”, iguales a los del B.E.1. En esta forma, sirvió con el Real Servicio Aéreo Naval (RNAS) como avión número 17 y todavía estaba en servicio al comienzo de la Primera Guerra Mundial. Resultó destruido en un accidente el 10 de febrero de 1915.

## Variantes
H.R.E.2
Hidroavión de reconocimiento, uno construido.
R.E.2
H.R.E.2 con tren de aterrizaje terrestre.

## Operadores
Reino Unido
- Real Servicio Aéreo Naval

## Especificaciones
Referencia datos: Thetford, 1958

### Características generales
- Tripulación: Dos (piloto y observador)
- Longitud: 9,8 m (32,3 ft)
- Envergadura: 13,8 m (45,3 ft)
- Altura: 3,7 m (12,2 ft) [4][6]
- Planta motriz: 1× motor lineal V12 refrigerado por agua Renault.
  - Potencia: 75 kW (103 HP; 102 CV)
- Hélices: De cuatro palas de madera de paso fijo

### Rendimiento
- Velocidad máxima operativa (Vno): 97 km/h (60 MPH; 52 kt) [4]

## Aeronaves relacionadas

### Secuencias de designación
- Secuencia R.E._ (interna de Royal Aircraft Factory (Reconnaissance Experimental)): R.E.1 - R.E.2 - H.R.E.2 - H.R.E.3 - R.E.5 - R.E.7 →